# Ixias clarki
Ixias clarki is een vlindersoort uit de familie van de Pieridae (witjes), onderfamilie Pierinae.
Ixias clarki werd in 1926 beschreven door Avinoff.